# Ciao ciao (EP La Rappresentante di Lista)
Ciao ciao è il primo EP del gruppo musicale italiano La Rappresentante di Lista, pubblicato il 16 dicembre 2022 dalla Woordworm.

## Descrizione
Contiene i quattro brani originariamente inclusi nelle edizioni streaming del quarto album del duo, My Mamma, e mai distribuiti su alcun supporto fisico. La terza traccia Be My Baby ha visto inoltre il gruppo collaborare con Cosmo, Margherita Vicario e Ginevra.

## Tracce
Testi di Veronica Lucchesi e Dario Mangiaracina, eccetto dove indicato.
Lato A
1. Ciao ciao – 3:04 (musica: Veronica Lucchesi, Dario Mangiaracina, Roberto Calabrese, Roberto Cammarata, Carmelo Drago, Simone Privitera)
2. Diva – 3:31 (musica: Veronica Lucchesi, Dario Mangiaracina, Roberto Calabrese, Roberto Cammarata, Carmelo Drago, Simone Privitera)

Lato B
1. Be My Baby – 2:57 (Ellie Greenwich, Jeff Barry, Phil Spector) – originariamente interpretata dalle Ronettes
2. Vita – 3:32 (musica: Veronica Lucchesi, Dario Mangiaracina, Dario Faini, Federica Abbate)